# Municipio de Vicente Guerrero (Durango)
El municipio de Vicente Guerrero es uno de los 39 municipios del estado mexicano de Durango. Su cabecera es la localidad de Vicente Guerrero.

## Geografía
El municipio de Vicente Guerrero colinda al norte con el municipio de Poanas, al oeste con el municipio de Nombre de Dios, al sur con el municipio de Súchil, y al este con el estado de Zacatecas.

## Demografía

### Localidades
En el censo de 2020 el municipio de Vicente Guerrero contaba con 19 localidades.
| Código INEGI    | Localidad                    | Población (2020) |
| --------------- | ---------------------------- | ---------------- |
| 100380001       | Vicente Guerrero             | 17 967           |
| 100380007       | San Francisco Javier         | 1 798            |
| 100380003       | Graceros                     | 1 078            |
| 100380008       | San Isidro de Murillos       | 747              |
| 100380009       | San José de las Corrientes   | 508              |
| 100380002       | El Ancón                     | 501              |
| 100380011       | San Pedro Alcántara          | 395              |
| 100380012       | Estación Vicente Guerrero    | 280              |
| 100380010       | San José del Molino          | 88               |
| 100380006       | Alfredo V. Bonfil            | 76               |
| 100380030       | El Duraznito                 | 17               |
| 100380041       | Hacienda San José del Molino | 7                |
| 100380048       | El Papalote                  | 5                |
| 100380039       | San Antonio                  | 3                |
| 100380024       | El Pozo                      | 2                |
| 100380013       | El Potrero                   | 1                |
| 100380022       | El Durazno                   | 1                |
| 100380045       | Cinco Hermanos               | 1                |
| 100380046       | Santa Laura                  | 1                |
| Total municipal | Total municipal              | 23 476           |

## Gobierno
| Presidente municipal            | Periodo   | Partido | Partido                              |
| ------------------------------- | --------- | ------- | ------------------------------------ |
| Rodolfo García Dávalos          | 1950-1953 |         | Partido Revolucionario Institucional |
| Eliseo Solís Varela             | 1950-1953 |         | Partido Revolucionario Institucional |
| Tomás Rodríguez Domínguez       | 1953-1956 |         | Partido Revolucionario Institucional |
| Antonio Mier Guzmán             | 1956-1959 |         | Partido Revolucionario Institucional |
| Pedro Pasillas Rangel           | 1959-1962 |         | Partido Revolucionario Institucional |
| Osiel Solís de la Paz           | 1962-1965 |         | Partido Revolucionario Institucional |
| Jesús Cabral Mejía              | 1965-1968 |         | Partido Revolucionario Institucional |
| César Solís Soto                | 1968-1971 |         | Partido Revolucionario Institucional |
| Enrique Serrato Andrade         | 1971-1974 |         | Partido Revolucionario Institucional |
| Pedro Rodríguez Borja           | 1974-1977 |         | Partido Revolucionario Institucional |
| Juan Troncoso Guerrero          | 1977-1980 |         | Partido Revolucionario Institucional |
| Julián Ramírez Carrillo         | 1980-1983 |         | Partido Revolucionario Institucional |
| Lorenzo Santos Quirino          | 1983-1986 |         | Partido Revolucionario Institucional |
| Víctor Hugo Mata Castañeda      | 1986-1989 |         | Partido Revolucionario Institucional |
| Heriberto Meza Soto             | 1989-1992 |         | Partido Revolucionario Institucional |
| José Antonio Ochoa Solano       | 1992-1995 |         | Partido Acción Nacional              |
| Jaime Guzmán Franco             | 1995-1998 |         | Partido Acción Nacional              |
| Manuel Ángel Vargas Echeverría  | 1998-2001 |         | Partido Revolucionario Institucional |
| José Antonio Ochoa Solano       | 2001-2004 |         | Partido Acción Nacional              |
| Bernardo Nevarez Guzmán         | 2004-2007 |         | Partido Revolucionario Institucional |
| Fernando Enrique García Solís   | 2007-2010 |         | Partido Revolucionario Institucional |
| Luis Orlando Calzada Rivera     | 2010-2013 |         | Partido de la Revolución Democrática |
| Salvador Vázquez Hinojosa       | 2013-2016 |         | Partido Revolucionario Institucional |
| Manuel Asunción Meraz Hernández | 2016-2019 |         | Partido Revolucionario Institucional |
| Orlando Gregorio Herrera Aviña  | 2019-2022 |         | Partido Acción Nacional              |
| Juana Acevedo Ibarra            | 2022-2025 |         | Partido Verde Ecologista de México   |